# Hemiurus odhneri
Hemiurus odhneri är en plattmaskart. Hemiurus odhneri ingår i släktet Hemiurus och familjen Hemiuridae. Inga underarter finns listade i Catalogue of Life.